# Муравйов Ігор Юрійович
Ігор Муравйов (27 березня 1995р) — український скрипаль, диригент. Лауреат міжнародних конкурсів. Лауреат премії В'ячеслава Чорновола. Перша скрипка (1st. concertmaster) Австрійсько- Українського оркестру K&K Symphoniker. Стипендіат Президента України. Виступає в Україні та країнах Європи як соліст, диригент, концертмейстер оркестру та камерний музикант.

## Біографічні відомості
Ігор Муравйов розпочав своє навчання у шестирічному віці в Львівській середній спеціалізованій школі ім. Соломії Крушельницької в класі викладача Володимири Шургот. У шкільні роки в п'ятнадцятирічному віці дебютував у Львівській філармонії у супроводі Академічного симфонічного оркестру філармонії, під батутою німецького диригента Дениса Прощаєва, з концертом для скрипки Ф.Мендельсона.
2012 року вступає до Львівської національної музичної академії ім. М.Лисенка в клас відомого професора Володимира Заранського.
У 2016 р.виграє конкурс на посаду концертмейстера (1st Concertmaster) в Австрійсько-Український симфонічний оркестр K&K Symphoniker. В тому ж році дибютував як диригент з симфонічним оркестром ЛНМА ім. М.Лисенка.
Учасник фестивалів «Muzyka w starym Krakowie», "Jan Paweł II", «Стравінський та Україна» та багато інших. Виступає з багатьма оркестрами, та диригентами України та Європи. В репертуарі Ігоря Муравйова всі кращі концерти для скрипки: Бетховена, Чайковського, Сібеліуса, Брамса, Мендельсона, Моцарта, Баха, Шостаковича і багато інших. Є першим виконавцем багатьох творі українських композиторів.
Часто проводить доброчинні концерти, серед яких в підтримку української армії.
Ігор Муравйов грає на скрипці відомого українського майстра Володимира Антонюка.

## Нагороди
- Лауреат міжнародних конкурсів
- Лауреат премії В`ячеслава Чорновола